# Branntweinsteuer

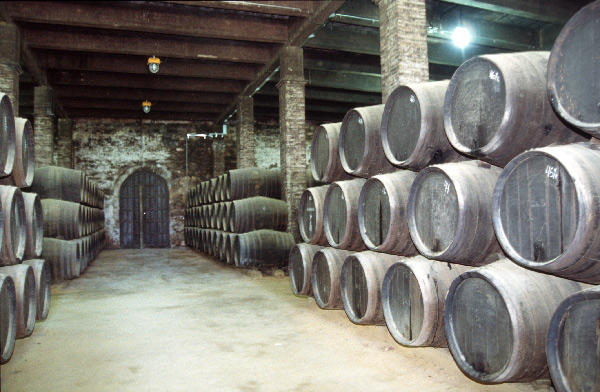
Lagerkeller für Spirituosen

Die Branntweinsteuer war bis zum 31. Dezember 2017 eine deutsche, durch Bundesgesetz geregelte Verbrauchsteuer, deren Aufkommen vollständig dem Bund zustand und die vom Zoll verwaltet wurde.

## Rechtslage bis 31. Dezember 2017

### Allgemeines
Mit der Branntweinsteuer wurde der Verbrauch von Branntwein und branntweinhaltigen Waren innerhalb Deutschlands besteuert. Rechtsgrundlage für die Erhebung war das Branntweinmonopolgesetz. Das Branntweinsteuerrecht war das Ergebnis des über Jahrzehnte bestehenden Branntweinmonopols in Deutschland. Die Branntweinsteuer gehörte (neben der Schaumwein-, der Zwischenerzeugnis- und der Biersteuer) zu den innerhalb der EG harmonisierten Verbrauchsteuern und unterlag der länderübergreifenden, EG-einheitlichen Überwachung. Wein unterliegt ebenfalls der Steueraufsicht, es wird aber keine Verbrauchssteuer erhoben (Steuersatz: null).
Mit einem jährlichen Aufkommen von rund zwei Milliarden Euro stellte die Branntweinsteuer eine der kleineren Verbrauchsteuern dar. Auf die Branntweinsteuer wurde beim Verkauf alkoholischer Getränke nochmals Umsatzsteuer (seit 1. Januar 2007 sind es 19 %) erhoben (Steuer auf die Steuer).

### Geschichte der deutschen Branntweinsteuer
Die ersten urkundlichen Erwähnungen über Branntweinabgaben finden sich in Deutschland bereits 1507 in der Stadt Nordhausen (Nordhäuser Korn). Die zu leistende Abgabe wurde entweder nach der eingesetzten Rohstoffmenge oder der Leistungsfähigkeit der Brennblase („Blasenzins“) ermittelt. 1660 wird die erste Branntweinsteuer in England eingeführt. Mit dem norddeutschen Bund und der in diesem Gebiet seit 1873 geltenden „Norddeutschen Branntweinsteuergemeinschaft“ gab es eine erste einheitliche Besteuerung von Branntwein.
Mit dem Ziel der Einnahmesteigerung und der weitergehenden Vereinheitlichung wurde 1886 ein erster Gesetzentwurf eingebracht, der die Einführung eines Branntweinmonopols vorsah. Obwohl der Reichstag diesem Gesetz nicht zustimmte, wurde 1887 ein erstes reichsweit geltendes Branntweinsteuergesetz beschlossen.
Die in der Folgezeit entstandenen Firmenzusammenschlüsse im Segment der Alkoholherstellung und die im Ersten Weltkrieg vorgenommene Zentralisierung der Alkoholherstellung und des Vertriebs durch die Reichsbranntweinstelle führten faktisch zu monopolartigen Verhältnissen, die mit dem Gesetz über das Branntweinmonopol 1919 im Deutschen Reich auch gesetzlich verankert wurden. Der Reichsmonopolverwaltung wurde das alleinige Recht eingeräumt, die Anlieferung des im Inland von den Brennereien erzeugten Branntweins (Bezugsmonopol) einzufordern, Branntwein aus anderen Ländern einzuführen (Einfuhrmonopol) und Alkohol aus besonderen Rohstoffen herzustellen (Herstellungsmonopol).
Nach Ende des Zweiten Weltkriegs wurde das Branntweinmonopol zunächst durch die Bundesländer fortgeführt und später von der Bundesrepublik Deutschland im Wesentlichen beibehalten. Als Finanzmonopol ist es gemäß Artikel 105 des Grundgesetzes auf die Erzielung von Einnahmen für den Bund ausgerichtet.
Das Einfuhrmonopol ist nach einer Entscheidung des Europäischen Gerichtshofes 1976 weitgehend fortgefallen, denn der Import aus anderen EG-Ländern durfte nach dieser Entscheidung nicht mehr mit einfuhrhemmenden Abgaben belastet werden. Der billigere Alkohol aus den übrigen Mitgliedstaaten vermindert seitdem den Alkoholabsatz der Bundesmonopolverwaltung und führt im Ergebnis dazu, dass das Branntweinmonopol statt Überschüsse zu erwirtschaften nun eines jährlichen Zuschusses von über 100 Millionen Euro bedarf. Zur Verringerung dieser Verluste wurde mit dem Haushaltssanierungsgesetz 1999 beschlossen, die gewerblichen Verschlussbrennereien bis 2007 aus dem Bezugsmonopol zu entlassen und die Vermarktung des Alkohols damit in die Erzeugerhände zurückzugeben.

### Rechtsgrundlagen der Branntweinsteuer
Die Vorschriften zur Steuerfestsetzung und -erhebung waren nicht, wie bei anderen Steuerarten üblich, in einem eigenständigen Gesetz geregelt, sondern im zweiten Teil des Branntweinmonopolgesetzes (§§ 130 ff. BranntwMonG).

#### Steuergegenstand
Nach herrschender Meinung war unter Branntwein jedes Erzeugnis zu verstehen, das Ethanol als maßgeblichen wertbestimmenden Faktor enthält. Davon ausgenommen waren die Erzeugnisse, für die – wie bei Bier oder Schaumwein – besondere Bestimmungen galten (Lex specialis). Der Branntweinsteuer unterlagen alle Erzeugnisse aus Branntwein und alle Erzeugnisse, die Branntwein enthielten.
Im Regelfall wurde Branntwein durch Destillation oder Synthese gewonnen – die Herstellungsweisen werden ausführlich unter Schnaps und Destillerie dargestellt. Die Bandbreite der Branntwein-Produkte ist groß und reicht vom Obstbrand über den Weinbrand bis hin zu Wodka, Whisky und Kornbrand. Daneben unterlagen auch andere Erzeugnisse der Branntweinsteuerung, wenn sie Branntwein enthielten. Dies waren alkoholhaltige Waren, die unter Verwendung von Branntwein hergestellt worden waren und deren Alkoholgehalt eine bestimmte Grenze überstieg. Dies konnten eine Vielzahl von Erzeugnissen sein, angefangen von Lebensmittelaromen bis hin zu Kosmetikprodukten.

#### Steuersätze und Steuerermäßigungen
Das Branntweinsteuerrecht enthielt unterschiedliche Steuersätze, die abhängig vom Erzeuger und der erzeugten Menge variierten. Dabei wurde eine Ermäßigung für Kleinerzeuger gewährt, weil diese nicht zu den gleichen Konditionen produzieren konnten wie große Brennereien. Deshalb galt ein ermäßigter Steuersatz sowohl für Abfindungsbranntwein als auch für kleine Verschlussbrennereien, der diesen Nachteil ausgleichen sollte.
Die Bemessungsgrundlage war das im Erzeugnis enthaltene reine Alkoholvolumen, das nach Abdestillieren bei einer Messtemperatur von 20 °C entstehen würde. Darauf war folgende Steuer zu entrichten:
| Steuerbetrag je Hektoliter Alkohol | Vorschrift im BranntwMonG | Besonderheiten                                      |
| ---------------------------------- | ------------------------- | --------------------------------------------------- |
| 1303 €                             | § 131 (1)                 | Regelsteuersatz                                     |
| 1022 €                             | § 131 (2) Nr. 1           | für Abfindungsbrennereien                           |
| 730 €                              | § 131 (2) Nr. 2           | für Verschlussbrennereien bis 4 hl Alkohol pro Jahr |

BeispieleNach dem Regelsteuersatz von 13,03 € pro Liter reinem Alkohol entfiel auf eine 0,5 l-Flasche Likör mit 25 % Alkoholanteil eine Branntweinsteuer von 1,63 € und auf eine 0,7 l-Flasche Rum (braun) mit 40 % Alkoholanteil 3,65 €. Berücksichtigt man zudem die Umsatzsteuer und legt einen Verkaufspreis von 9,99 € zugrunde, so gingen beim Likör fast ein Drittel (3,22 €: 1,63 € Branntweinsteuer + 1,59 € enthaltene Mehrwertsteuer) und beim Rum über die Hälfte (5,24 €: 3,65 € Brtw.-St.+ 1,59 € MwSt.) des Ladenpreises an den Fiskus.

#### Steuerbefreiungen
Die gewerbliche Weiterverwertung zur Herstellung von Arzneimitteln, Lebensmitteln oder zur Herstellung sonstiger Waren war steuerbefreit. Notwendig war jedoch die vorherige Vergällung der Erzeugnisse, um auszuschließen, dass das Erzeugnis missbräuchlich für Genusszwecke verwendet wird. Eine steuerfreie Verwendung war unter bestimmten Voraussetzung auch unvergällt möglich – beispielsweise bei der Herstellung von Pralinen oder Arzneimitteln. Die vorgenannten Beispiele für eine steuerfreie Verwendung bedurften einer Erlaubnis, die gegebenenfalls nach den Vorschriften des Branntweinmonopolgesetzes und der Branntweinsteuerverordnung allgemein erteilt wurde.

#### Steuerentstehung
Grundsätzlich entstand die Steuer für verbrauchssteuerpflichtige Waren durch die Entnahme von Branntwein aus dem Steuerlager. Der Betrieb eines Steuerlagers bedurfte einer Erlaubnis.

#### Steuerschuldner
Steuerschuldner war der Betreiber des Steuerlagers, der Verschlussbrennerei oder der Abfindungsbrennerei. Dies konnten natürliche und juristische Personen sowie (nicht) rechtsfähige Personenvereinigungen sein.

#### Steueranmeldung
Betreffend die Menge des entnommenen/verwendeten Alkohols war eine Steueranmeldung zu fertigen. Über die entstandene Steuer erging anschließend ein Steuerbescheid.

#### Fälligkeit
War die Steuer für Branntwein, der aus einer Verschlussbrennerei oder aus einem Branntweinverschlusslager in den freien Verkehr entnommen oder in einem solchen Steuerlager verbraucht worden war, entstanden, musste sie spätestens am 7. Tag nach der Bekanntgabe des o. g. Steuerbescheides ohne weitere Aufforderung bis spätestens zum Fälligkeitstag entrichtet werden. Wurde die Steuer verspätet entrichtet, entstanden Säumniszuschläge.

### Aufkommen der Branntweinsteuer
Aus der Besteuerung des Branntweins flossen jährlich rund zwei Milliarden Euro in die Kassen des Bundes. Das absolute Aufkommen hat sich dabei im historischen Verlauf nur geringfügig verändert. So lagen die Einnahmen aus der Branntweinsteuer bereits im Jahr 1977 bei 1,9 Milliarden Euro und damit nahe dem heutigen Aufkommen. Nach der Wiedervereinigung stiegen die Einnahmen leicht an und erreichten im Jahr 1991 mit rund 2,89 Milliarden Euro ein Allzeithoch. Seit dem Jahr 2004 lagen die Einnahmen konstant bei rund 2 Milliarden Euro; die Abweichung von diesem Wert betrug seither nie mehr als 10 Prozent, also unter ± 200 Millionen Euro.
Der Anteil der Steuer am Gesamtsteueraufkommen hat sich hingegen im Zeitverlauf drastisch verringert. Dies ist auf das starke Wachstum des gesamtstaatlichen Steueraufkommens zurückzuführen: Während letzteres zwischen 1950 und 2016 auf mehr als das 60fache angestiegen ist, hat das Branntweinsteueraufkommen im gleichen Zeitraum lediglich um das 8fache zugelegt.
|                                 | 1950  | 1960  | 1970  | 1980  | 1990  | 2000  | 2005  | 2010  | 2015  | 2017  |
| ------------------------------- | ----- | ----- | ----- | ----- | ----- | ----- | ----- | ----- | ----- | ----- |
| Steueraufkommen in Mio. Euro    | 254   | 523   | 1.139 | 1.986 | 2.162 | 2.151 | 2.151 | 1.990 | 2.070 | 2.094 |
| Anteil am Gesamtsteueraufkommen | 2,4 % | 1,5 % | 1,4 % | 1,1 % | 0,8 % | 0,5 % | 0,5 % | 0,4 % | 0,3 % | 0,3 % |

## Rechtslage seit 1. Januar 2018
Die Ausgestaltung des deutschen Branntweinmonopols stellte eine EU-rechtswidrige Beihilfe für die Brennereien dar. Es wurde deshalb zum 31. Dezember 2017 aufgehoben, die branntweinsteuerrechtlichen Regelungen wurden zum 1. Januar 2018 vom Branntweinmonopolgesetz (§§ 130 ff. BranntwMonG) in das Alkoholsteuergesetz übernommen. Die Bundesmonopolverwaltung für Branntwein wurde mit Ablauf des 31. Dezember 2018 aufgelöst.